# John Parks
Pour les articles homonymes, voir Parks.
John Leonard Parks, dit J. L. Parks né à  Paoli (Oklahoma) le 3 avril 1927 et mort le 13 mars 2018, est un joueur américain de basket-ball. Il évolue durant sa carrière au poste d'arrière.

## Palmarès
- Finaliste du championnat du monde 1950
- Champion NCAA 1945, 1946